# アメ公
アメ公（アメこう）は、日本で使用されている、アメリカ合衆国またはアメリカ人に対する蔑称である。
「アメ公」の「公」とは、本来は大臣や公爵の爵位を持つ人への尊称であるが、現代では逆転して蔑称として使用されている。
この他にも同種の蔑称として「先公」（教員）、「ポリ公」（警察官）、「チョン公」（韓国人・朝鮮人）、「ナチ公」（ドイツ人）、「イタ公」（イタリア人）、「フラ公」（フランス人）、「ブリ公」（イギリス人）、「オラ公」（オランダ人）、「スペ公」（スペイン人）、「ポル公」（ポルトガル人）、「ヤー公」（ヤクザ）、「エテ公」（猿）などがある。